# Carol Heiss
Carol Elizabeth Heiss Jenkins (Nueva York, Estados Unidos; 20 de enero de 1940), conocida como Carol Heiss, es una patinadora artística sobre hielo estadounidense retirada. Cuatro veces medallista de plata y cuatro de oro del Campeonato Nacional de Estados Unidos. Cinco veces medallista de oro del Campeonato Mundial de Patinaje, medallista de plata de los Juegos Olímpicos de Cortina d'Ampezzo 1956 y medallista de oro de los Juegos Olímpicos de Squaw Valley 1960.

## Vida personal
Nació en enero de 1940 en la ciudad de Nueva York, Estados Unidos. Sus hermanos Nancy y Bruce Heiss también fueron patinadores competitivos. Estudió en la Universidad de Nueva York y se graduó al finalizar los Juegos Olímpicos de invierno de 1960. En 1961 se casó con el patinador olímpico Hayes Alan Jenkins.

## Carrera
Comenzó a patinar a la edad de seis años. Entrenó con Pierre Brunet y en 1951 ganó su primer título de patinaje para aficionados, a los once años de edad. En 1952 ganó el Campeonato Nacional en nivel júnior y subió al nivel sénior en 1953. Entre los años 1953 y 1956 fue medallista de plata de los campeonatos nacionales. Fue elegida para formar parte del equipo que representó a su país en los Juegos Olímpicos de invierno Cortina d'Ampezzo 1956, donde ganó la medalla de plata. En el Campeonato Mundial de ese mismo año, Heiss ganó la medalla de oro.
Durante los años 1957 y 1960 Heiss dominó en los eventos de patinaje internacional, fue campeona nacional y en los Juegos Olímpicos de invierno de Squaw Valley 1960 ganó la medalla de oro. Con su triunfo olímpico, ganó además el Campeonato Mundial de 1960 y se convirtió en una de las tres patinadoras en ganar el título cinco veces consecutivas. Ese mismo año se retiró del patinaje competitivo. Fue incorporada al Salón mundial de la fama de patinaje artístico, al Salón de la fama de patinaje de Estados Unidos y al Salón de la Fama de las mujeres de Ohio. En 1970 comenzó a entrenar patinadores, algunos de sus alumnos han sido Timothy Goebel, Tonia Kwiatkowski y Miki Andō.

### Resultados
| Internacional      | Internacional | Internacional | Internacional | Internacional | Internacional | Internacional | Internacional | Internacional |
| Evento             | 1953          | 1954          | 1955          | 1956          | 1957          | 1958          | 1959          | 1960          |
| ------------------ | ------------- | ------------- | ------------- | ------------- | ------------- | ------------- | ------------- | ------------- |
| Juegos Olímpicos   |               |               |               | 2.º           |               |               |               | 1.º           |
| Campeonato Mundial | 4.º           |               | 2.º           | 1.º           | 1.º           | 1.º           | 1.º           | 1.º           |
| Campeonato USA     | 2.º           |               | 2.º           |               | 1.º           |               | 1.º           |               |
| Nacional           |               |               |               |               |               |               |               |               |
| Campeonato USA     | 2.º           | 2.º           | 2.º           | 2.º           | 1.º           | 1.º           | 1.º           | 1.º           |